# Санкт-Леон-Рот
Санкт-Леон-Рот (нем. St. Leon-Rot) — община в Германии, в земле Баден-Вюртемберг.
Подчиняется административному округу Карлсруэ. Входит в состав района Рейн-Неккар. Население составляет 12 839 человек (на 31 декабря 2010 года). Занимает площадь 25,56 км².